# L’Architecture d’Aujourd’hui
L'Architecture d'Aujourd'hui ist das älteste französische Architekturmagazin. Es wurde 1930 von André Bloc gegründet.

## Geschichte

### 1930–1966
L'Architecture d'Aujourd'hui wurde im November 1930 von dem Architekten, Bildhauer und Verleger André Bloc gegründet, was sie zur ältesten französische Architekturzeitschrift macht. Von der ersten Ausgabe an ging ihr Einfluss weit über die europäischen Grenzen hinaus, dank einer Redaktion, zu der Le Corbusier, Robert Mallet-Stevens und Auguste Perret gehören.

### 1966–2007
Nach dem Tod von Andre Bloc im Jahr 1966 wurde Marc Emery zum Chefredakteur ernannt. Von den sozialen und kulturellen Veränderungen der Zeit stark betroffen, erweiterte er den Inhalt von L'Architecture d'Aujourd'hui auf andere, mit der Architektur verbundene Disziplinen wie Soziologie, Design und Kunst, die noch heute in der Zeitschrift zu finden sind.

### Aktuelle Entwicklung
Aufgrund finanzieller Schwierigkeiten stand L'Architecture d'Aujourd'hui 2007 vor dem Aus, doch Jean Nouvel setzte sich für die Rettung ein. Der Architekt und Bauunternehmer François Fontès gründete zusammen mit dem Unternehmer Alexandre Allard den Verlag Archipress & Associés, um die Zeitschrift weiterhin zu verlegen. 2009 wurde ein neues Redaktionskomitee gebildet, zu dem Architekten wie Shigeru Ban, Renzo Piano, Patrick Bouchain, Frank Gehry und Winy Maas gehörten.

#### Chefredakteure ab 2009
- Cyrille Poy, 2009–2013
- Fanny Léglise, 2013–2015
- Emmanuelle Borne, 2015–2024[4]